# Шишкоголовая жаба
Шишкоголовая жаба (Anaxyrus terrestris) — вид американских жаб из семейства Bufonidae, обитающий на юго-востоке США.
Общая длина достигает 7—11 см, по строению похожа на других представителей своего рода. Отличительной особенностью этого вида являются высокие продольные гребни, заканчивающиеся расширенными вздутиями позади глаз. Большие паротиды располагаются параллельно позвоночнику. Окраска колеблется от коричневого, зелёного, жёлтого до серого и бурого цветов. Многочисленные бородавки окрашены в более тёмные или светлые тона, что делает окраску очень пёстрой, многоцветной.
Любит в основном сухие места с песчаными почвами и разреженной растительностью. Нередко встречается в аридных местах, равнинных и горных полупустынях. Достаточно обычна вблизи поселений человека. Способна рыть норы, где прячется днём. Охотится ночью на насекомых и других беспозвоночных.
Самка откладывает до 4000 яиц. Личинки появляются через 3—10 дней. Метаморфоз длится около месяца.